# Palakonda
Palakonda es una ciudad censal situada en el distrito de Srikakulam en el estado de Andhra Pradesh (India). Su población es de 20760 habitantes (2011). Se encuentra a 125 km de Visakhapatnam y a 45 km de Srikakulam. 

## Demografía
Según el censo de 2011 la población de Palakonda era de 20760 habitantes, de los cuales 10069 eran hombres y 10691 eran mujeres. Palakonda tiene una tasa media de alfabetización del 72,60%, superior a la media estatal del 67,02%: la alfabetización masculina es del 79,93%, y la alfabetización femenina del 65,82%.